# Lughnasadh
Lughnasadh ['Luɣnasað] (Altirisch, „Tod des Lugh“, „Tötung des Lugh“) auch Lugnásad, Lughnasa, heutige neuirische Form Lúnasa, angloirisch Lammas; auch Brón Trogain („Trauer um Trogain“), ist das dritte der vier großen irischen Feste und wird beginnend am Vorabend in der Nacht zum 1. August und an diesem Tage gefeiert. Es markiert den Herbstbeginn. Die anderen drei Feste sind Imbolg (1. Februar), Beltane (1. Mai) und Samhain (1. November).

## Mythologie
Lugnasadh liegt am Beginn der Erntezeit und wurde deshalb mit bäuerlichen Gemeinschaftsfestivitäten begangen. Im Sanas Cormaic, dem Glossar des Bischofs Cormac, wird berichtet, dass der Túatha-Dé-Danann-Gott Lugh mac Ethnenn in vorchristlicher Zeit dieses Fest zum Andenken an seine verstorbene Ziehmutter Tailtiu, der Gattin des Firbolg-Königs Eochaid mac Eirc, gestiftet haben soll und es deshalb auch seinen Namen trägt. Ein anderer Name ist aus diesem Grund oenach Taílten („Tailtius Fest“), doch dauerte dieses Fest von Mitte Juli bis Mitte August und lief in der Art eines Potlatch (mit Spielen, Rennen, Verlobungsfeiern, Geschenkvergaben, Gemeinschaftsfestmählern [patterns] usw.) ab. Beischläferinnen (Konkubinen) wurden an diesem Termin ge- und verkauft, wobei die befristeten Ehen mit ihnen für die Zeit bis zum nächsten Lughnasadh geschlossen wurden. Auch die Probeehen von jungen Leuten wurden geschlossen und bei „Unfruchtbarkeit“ im Frühjahr wieder geschieden und Clarus übersetzt deshalb Lughnasadh auch mit „Lughs Hochzeit [mit Tailtiu]“. Die Bezeichnung Brón Trogain („Trauer um Trogain“) für Lughnasadh benennt einen altertümlichen Namen von Lughs Amme.
Die hauptsächlichen Festorte waren Teltown (der mythische Sterbeort Tailtius), Tara und Kildare. An den letztgenannten Orten wurde statt Tailtiu eine Muttergottheit namens Carman gefeiert, die bei der Invasion der Túatha Dé Danann aus ihrer Herrschaft über die Insel vertrieben worden war. Ähnliche Feiern, die bis heute zum Teil noch fortleben, fanden zu Lughnasadh an vielen anderen Orten Irlands statt, wie das Old Lammas Fair von Ballycastle (Antrim) und das Puck fair von Killorglin, sowie Wallfahrten. Die wichtigsten davon sind die am „Reek Sunday“ stattfindenden, wie den Turas am Croagh Patrick (County Mayo) am letzten Juli-Sonntag und auf den Cnoc Bréanainn (Mount Brandon im County Kerry). Bereits in den Dindsenchas („Sammlung von Ortsnamenerklärungen Irlands“) werden die früher damit verbundenen heidnischen Zeremonien erwähnt. Zu Lughnasadh soll es den Menschen möglich sein, mit den Gestalten der Anderen Welt, wie den Sídhe (den Bewohnern der Feenhügel), in Verbindung zu treten. Dabei kam es auch zu Zeremonien an den Gräbern.

## Neuheidentum
Im Neuheidentum ist Lughnasadh einer der acht Feiertage oder lunaren Feste im Jahresrad und kommt zeitlich vor Mabon und Samhain. Lughnasadh erinnert an das Opfer und den Tod des Getreidegottes: das Getreide, zunächst als Keimling geboren, das in seinem „Tod“ den Menschen ernährt, wird als einer der Aspekte des Sonnengottes aufgefasst. Einige Neuheiden begehen den Feiertag, indem sie ein Abbild des Gottes als Brot backen, welches sie anschließend weihen und essen. Einige binden auch Sträuße aus verschiedenem Getreide und Gräsern sowie Blumen zusammen. Diese werden mit einem Band, auf welches man seine Wünsche schreibt, zusammengeknotet und aufgehängt.
Lughnasadh wird oft als Mitte zwischen der Sommersonnenwende und der herbstlichen Tag-und-Nacht-Gleiche definiert, die sich auf halbem Weg im Löwen (für die nördliche Hemisphäre) oder Wassermann (südliche Hemisphäre) befindet. Das Lughnasadh der nördlichen Hemisphäre fällt mit Imbolg in der südlichen Hemisphäre zusammen. Als Feiertag geht ihm der Mittsommer voraus, während auf Lughnasadh Mabon folgt. Neuheidnische Lughnasadh-Feste können Elemente aus den unterschiedlichsten Entwicklungslinien des Brauchtums enthalten.
Zu Lughnasadh werden – neben Beltane – zeitliche Bindungen bzw. neo-keltische Trauungen (Heiraten für 1 Jahr und 1 Tag) vollzogen.
Neuheiden verwenden auch die Bezeichnung Lammas, die erstmals in angelsächsischer Zeit als hlafmæsse »(Brot)Laibmesse« bezeugt ist und das christliche Fest Petri Kettenfeier bezeichnet, wo Brot aus dem ersten Kornschnitt geweiht wurde.